# Il generale nel suo labirinto
Il generale nel suo labirinto è un romanzo di Gabriel García Márquez pubblicato nel 1989.

## Trama
Il libro di Gabriel García Márquez racconta gli ultimi anni di vita del famoso generale Simón Bolívar e i ricordi della vicenda che lo rese liberatore, ripercorrendo gli amori, le avventure, i rischi e le passioni di un uomo, prima che un generale, la cui forza ideologica di libertà trascinò la Bolivia, il Perù e il Venezuela all'indipendenza dal dominio spagnolo in Sudamerica. Ma più che sulle vittorie, il libro si sofferma sulle sconfitte di un sogno: le guerre civili, i colpi di stato, gli interessi e la politica che tradirono le speranze del generale e del popolo. Al liberatore, a cui fu tributato l'onore di intitolare uno Stato, non rimane che il ricordo indelebile dell'immagine di un grande stato sudamericano libero. Accantonato, sorpassato e deluso, morirà in solitudine nel suo labirinto di ricordi.

## Edizioni
- Gabriel García Márquez, Il generale nel suo labirinto, traduzione di Angelo Morino, collana OMNIBUS, Arnoldo Mondadori Editore, 1989,  p. 286, ISBN 88-04-31294-7.